# Hug II de Cardona
Hug II de Cardona Anglesola o Hug Folc II de Cardona Anglesola (15 d'octubre de 1328 - Cardona, 2 d'agost de 1400) fou el primer comte de Cardona (1375-1400). Fou vescomte de Cardona (1334-1375) i vescomte de Vilamur (1386-1400).

## Orígens familiars
Era fill d'Hug de Cardona i la seva esposa na Beatriu d'Anglesola, germana del vescomte de Vilamur Ramon II.

## Matrimoni i descendents
Va estar emparentat amb la família reial pels seus successius matrimonis amb Blanca d'Empúries, filla de l'infant Ramon Berenguer I d'Empúries i amb Beatriu de Luna i de Xèrica.
Amb Blanca d'Empúries es casà el 1348. Fills:
- Beatriu de Cardona i Empúries.

Posteriorment, es casà amb Beatriu de Luna i tingueren:
- Hug de Cardona-Anglesola i de Luna, mort el 1410.
- Pere de Cardona, bisbe de Lleida, mort el 1411.
- Marquesa de Cardona, es casà amb Galceran I de Santapau.
- Beatriu de Cardona, qui el 1390 es casà amb Roger Bernat I de Pallars Sobirà.
- Joan Ramon Folc I de Cardona successor als títols.
- Elfa de Cardona, que es casà amb Joan II d'Empúries, morta el novembre de 1420.
- Elionor de Cardona.
- Aldonça de Cardona, morta el 1445.
- Antoni de Cardona, mort el 1439, virrei de Sicília, que es casà en primeres núpcies cap a 1409 amb Elionor de Villena, filla del duc de Gandia, i en segones núpcies amb Margarida de Peralta, comtessa de Cataviddutta.
- Violant de Cardona.

## Biografia
Va participar en les Corts de Montsó (1362). Va col·laborar amb Pere el Cerimoniós en la seva guerra amb Jaume III de Mallorca. Participà també a les campanyes de Sardenya de 1354 i en la Guerra dels Dos Peres contra el Regne de Castella, defensant la capital catalana en la Batalla naval de Barcelona. En agraïment, el 1375 el rei va elevar el vescomtat de Cardona a la categoria de Comtat de Cardona. Fou conseller del rei Pere fins a la seva mort i també després ho fou de Joan I.
El 1386 va heretar el vescomtat de Vilamur en morir el seu oncle Ramon II de Vilamur sense descendència.